# Верхнє (Лебединський район)
Верхнє — колишнє село, входило до складу Катеринівської сільської ради, Лебединський район, Сумська область.
Станом на 1988 рік в селі проживало 10 людей.
2007 року село зняте з обліку.

## Географічне розташування
Село знаходиться на одному витоків річки Вільшанки, нижче по течії за 2 км розташоване село Великі Луки.